# Latorica
La Latorica (en ukrainien : Латориця, Latorytsia, en hongrois : Latorca) est une rivière de l'est de la Slovaquie et l'ouest de l'Ukraine. Elle forme avec l’Ondava au niveau du village de Zemplín la rivière Bodrog qui se jette dans la Tisza.